# Ottawa Senators (original)

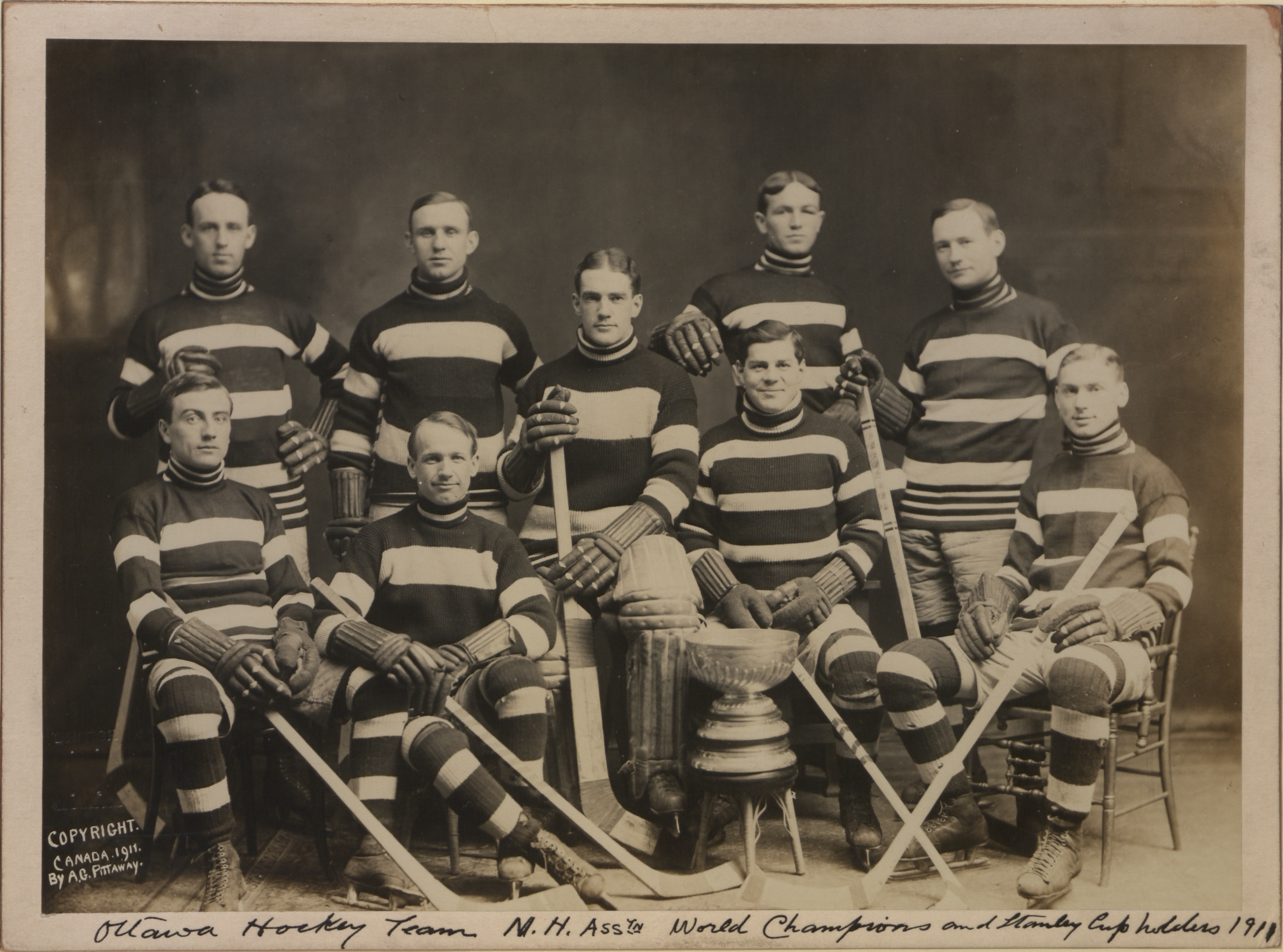
Ottawa Senators med Stanley Cup 1911. Översta raden: Alex Currie, Hamby Shore, Jack Darragh och Bruce Stuart. Främre raden: Marty Walsh, Bruce Ridpath, Percy LeSueur, Fred Lake och Albert "Dubbie" Kerr.

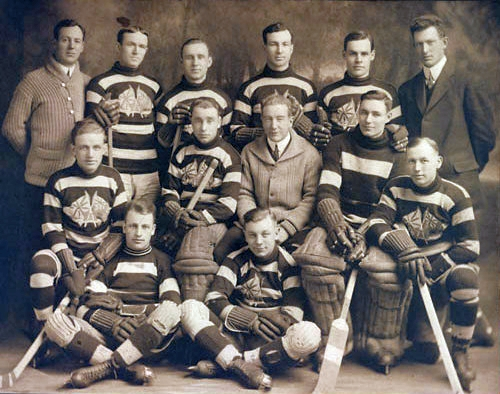
Ottawa Senators säsongen 1914–15. Översta raden: Cosy Dolan, Jack Darragh, Hamby Shore, Art Ross, Horace Merrill och Frank Shaughnessy. Mellanraden: Angus Duford, Sammy Hebert, Alf Smith, Clint Benedict och Leth Graham. Främre raden: Eddie Gerard och Punch Broadbent.

Ottawa Senators, eller Ottawa Hockey Club, var ett professionellt ishockeylag i Ottawa, Ontario, verksamt 1893–1934 och skall inte förväxlas med det Ottawa Senators som gick med i NHL säsongen 1992–93.

## Historia
Ottawa Senators, som även kallades för Ottawa Silver Seven i början, var ett framgångsrikt lag som spelade i flera olika ligor innan man gick med i NHL 1917–18, ligans första säsong. Innan hade klubben vunnit sju Stanley Cup – 1903, 1904, 1905, 1906, 1909, 1910 och 1911 – och efter inträdet i NHL utökade man med ytterligare fyra stycken säsongerna 1919–20, 1920–21, 1922–23 och 1926–27.
Eftersom laget kom från en relativt liten stad började de ekonomiska problemen under depressionen ta ut sin rätt och laget fick sälja sina bästa spelare. Säsongen 1931–32 valde man att avstå från spel och när man återkom slutade laget på sista plats två år i rad. Ottawa Senators såldes till intressen i St. Louis, Missouri, och bytte namn till St. Louis Eagles inför NHL-säsongen 1934–35.
Många berömda spelare representerade Ottawa Senators genom åren, bland dem Frank McGee, Fred "Cyclone" Taylor, Frank Nighbor, Percy LeSueur, Jack Darragh, Marty Walsh, Art Ross, Eddie Gerard, Punch Broadbent, King Clancy, Cy Denneny, Sprague Cleghorn, Harry Cameron samt bröderna Hod och Bruce Stuart.
Gus Forslund är den ende svenske spelaren som har spelat för klubben. Forslund spelade för Senators säsongen 1932–33. På 48 matcher gjorde han 4 mål och 9 assist och drog även på sig 2 utvisningsminuter.